# 萨穆埃尔·马克思
萨穆埃尔·马克思·冯·特里尔拉比（德語：Rabbi Samuel Marx von Trier；1775年10月—1827年2月20日），本名萨穆埃尔·亚伯拉罕·本·末底改·莱维，是19世纪初普鲁士王国城市特里尔的犹太教首席拉比，也是共产主义哲学家卡尔·马克思的伯父。他出生于萨尔路易，去世于特里尔。